# Wohlfahrtsfunktion
Eine Wohlfahrtsfunktion ist in der Volkswirtschaftslehre eine mathematische Funktion zur Beschreibung des Gesamtnutzens der Bevölkerung in einer Volkswirtschaft. Sie ist damit die Zusammenfassung der Nutzenfunktionen der einzelnen Individuen der Volkswirtschaft. Wohlfahrtsfunktionen sind Themen der Multi-Agenten-Ressourcen-Allokation.

## Allgemeines
Wohlfahrtsfunktionen sind die formale Darstellung der Aggregation individueller Wohlfahrtsvorstellungen. In der Wohlfahrtsökonomik werden diese Wohlfahrtsfunktionen zur Messung der Wohlfahrt der Bevölkerung herangezogen, da zwischen dieser und den individuellen Nutzenniveaus eine positive Korrelation besteht. Ist die Wohlfahrtsfunktion bekannt, kann der Staat durch Umverteilung die Wohlfahrt maximieren.

## Geschichte
Das Konzept der Wohlfahrtsfunktion geht auf Arbeiten von Abram Bergson und Paul A. Samuelson zurück. Kenneth Arrow zeigte die eingeschränkte Anwendbarkeit einer reinen Nutzenfunktion mit dem Unmöglichkeitstheorem, nach dem man verschiedene gegensätzliche Präferenzen verschiedener Individuen nicht zu einem gesamtgesellschaftlichen Nutzen aggregieren kann. Die neuere Diskussion beruht auf Arbeiten von Amartya Sen und James E. Foster. Das Ziel einer beispielsweise auf Einkommen angewandten Wohlfahrtsfunktion ist es, ein Einkommen zu ermitteln, das jenem Einkommen entspricht, wie es in breiten Bevölkerungsschichten wahrgenommen wird. Damit bietet die Wohlfahrtsfunktion eine Alternative zu anderen statistischen Größen wie dem Mittelwert oder dem Median.

## Arten
Die modernen Wohlfahrtsfunktionen wurden nach ihren Urhebern benannt. Insbesondere sind zu erwähnen:
| Wohlfahrtsfunktion                   | Urheber                                   | Jahr        |
| ------------------------------------ | ----------------------------------------- | ----------- |
| Bernoulli-Nash-Wohlfahrtsfunktion    | Johann I Bernoulli / John Forbes Nash Jr. | 1696 / 1947 |
| Leontief-Lerner-Wohlfahrtsfunktion   | Wassily Leontief / Abba P. Lerner         | 1934        |
| Bergson-Samuelson-Wohlfahrtsfunktion | Abram Bergson / Paul A. Samuelson         | 1938 / 1947 |
| Rawlssche Wohlfahrtsfunktion         | John Rawls                                | 1971        |

Die gesellschaftliche Wohlfahrt bestimmt sich Jeremy Bentham zufolge aus der Summe der individuellen Einzelnutzen {\displaystyle u_{i}} aller Individuen der Gesellschaft für eine Allokation {\displaystyle x}:
{\displaystyle W(x)=\mathrm {u_{1}} (x)+\mathrm {u_{2}} (x)+\mathrm {...} +\mathrm {u_{N}} (x)=\sum _{i}^{N}\mathrm {u_{i}} (x)}.
Die gesellschaftliche Wohlfahrt wird bei Leontief/Lerner direkt durch die zur Verfügung stehenden Gütermengen bestimmt. Bergson/Samuelson vertraten eine soziale Wohlfahrtsfunktion mit individuellen Nutzenwerten. Bei Bernoulli/Nash werden diese individuellen Nutzwerte miteinander multipliziert und nicht wie bei Bentham addiert.

## Mathematische Definition
Die Wohlfahrt {\displaystyle W} ist abhängig von den Einkommen {\displaystyle y_{i}} der Einzelpersonen {\displaystyle 1,2,\dotsc ,n}.
Die allgemeinste Form einer Wohlfahrtsfunktion lautet daher:
{\displaystyle W=W(y_{1},y_{2},\dotsc ,y_{n})}

### Spezielle Wohlfahrtsfunktionen
Eine übliche Form der Wohlfahrtsfunktion ist das Produkt aus dem Durchschnittseinkommen {\displaystyle {\overline {y}}} mit einem Ungleichverteilungsmaß {\displaystyle \alpha } oder dem dazugehörigen Gleichverteilungsmaß {\displaystyle \beta =(1-\alpha )}:
{\displaystyle W={\overline {y}}\cdot (1-\alpha (y_{1},y_{2},\dotsc ,y_{n}))={\overline {y}}\cdot \beta (y_{1},y_{2},\dotsc ,y_{n})}
Wenn alle das gleiche verdienen, dann ist {\displaystyle W={\overline {y}}}, {\displaystyle \alpha =0} und {\displaystyle \beta =1}.
Wenn einer alles verdient, dann ist {\displaystyle W=0}, {\displaystyle \alpha =1} und {\displaystyle \beta =0}.
Das einfachste Ungleichverteilungsmaß ist die Hoover-Ungleichverteilung {\displaystyle H}.
{\displaystyle W_{\text{Hoover}}={\overline {y}}\cdot (1-H(y_{1},y_{2},\dotsc ,y_{n}))}
Diese Wohlfahrtsfunktion hat eine konkrete Bedeutung: {\displaystyle n\cdot W_{\text{Hoover}}} ist der Teil des Einkommens, der unangetastet bliebe, wenn man das Volkseinkommen so umverteilen würde, dass sich eine Gleichverteilung ergäbe. {\displaystyle W_{\text{Hoover}}} gibt damit an, wie viel jeder im Durchschnitt behalten dürfte, dies ist definitionsgemäß immer weniger als das Durchschnittseinkommen {\displaystyle {\overline {y}}}.
Auch der Gini-Koeffizient {\displaystyle G} ist ein Ungleichverteilungsmaß und definiert damit eine Wohlfahrtsfunktion:
{\displaystyle W_{\text{Gini}}={\overline {y}}\cdot (1-G)}
Auch das Atkinson-Maß {\displaystyle A} (nach Anthony Atkinson) ist ein Ungleichverteilungsmaß, dessen zugehöriges Gleichverteilungsmaß {\displaystyle e^{-T_{L}}} mit dem Theil-Index {\displaystyle T_{L}} ist, diese definieren die folgende Wohlfahrtsfunktion:
{\displaystyle W_{\text{Theil-L}}={\overline {y}}\cdot e^{-T_{L}}={\overline {y}}\cdot (1-A)}
Die letzten beiden Wohlfahrtsfunktionen wurden von Amartya Sen und James E. Foster vorgeschlagen.